# Пйотрковиці (Куявсько-Поморське воєводство)
Пйотрковиці (пол. Piotrkowice, нім. Petersdorf) — село в Польщі, у гміні Іновроцлав Іновроцлавського повіту Куявсько-Поморського воєводства.
Населення — 147 осіб (2011).
У 1975-1998 роках село належало до Бидгощського воєводства.

## Демографія
Демографічна структура станом на 31 березня 2011 року:
|          | Загалом | Допрацездатний вік | Працездатний вік | Постпрацездатний вік |
| -------- | ------- | ------------------ | ---------------- | -------------------- |
| Чоловіки | 63      | 10                 | 48               | 5                    |
| Жінки    | 84      | 14                 | 51               | 19                   |
| Разом    | 147     | 24                 | 99               | 24                   |